# Sealtest Dairy
Sealtest Dairy — бренд молочных продуктов, принадлежащий подразделению Good Humor-Breyers компании Unilever.

## История
Компания Sealtest имела заводы по производству молока и мороженого на Среднем Западе и северо-востоке США, с крупными предприятиями в Чикаго, Милуоки, Кливленде, Ла-Кроссе, Висконсине, Хантингтоне, Индиане, Рокфорде, Иллинойсе, Филадельфии, Балтиморе и Нью-Йорке. Деятельность бренда осуществлялась в Нашвилле.
Предприятие в Милуоки было куплено у семейного молочного предприятия Luick Dairy в конце 1940-х годов или позже. Бренд Sealtest изначально был франшизой, как и молочный бренд «Quality Chekd» — местные производители молока купили права на название Sealtest на своих рынках. Luick и, предположительно, все остальные франчайзи были куплены компанией National Dairy Co.
Компания Sealtest Dairy Company была основана Верноном Ф. Хови, который был управляющим компании до своей смерти. После смерти Вернона Ф. Хови компания была передана двум его сыновьям. Они управляли бизнесом в штате Нью-Йорк, прежде чем продать бизнес.
В 1993 году компания Kraft Foods продала бренды Sealtest и Breyers компании Unilever. Молочные продукты Sealtest в настоящее время производятся и упаковываются компанией Milkco, Inc. из Ашвилла, Северная Каролина, дочерней компанией Ingles. Торговая марка лицензирована дочерней компанией Unilever Good Humor-Breyers. Мороженое Sealtest было снято с производства.
Бренд Sealtest также спонсировал магазин мороженого в Диснейуорлд во Флориде под названием Sealtest Ice Cream Parlor и Sealtest Ice Cream Wagon.